# Leochilus puertoricensis
Leochilus puertoricensis är en orkidéart som beskrevs av Mark W. Chase. Leochilus puertoricensis ingår i släktet Leochilus och familjen orkidéer. Inga underarter finns listade i Catalogue of Life.